# Anisus subfiliaris
Anisus subfiliaris е вид охлюв от семейство Planorbidae. Видът не е застрашен от изчезване.

## Разпространение
Разпространен е в Русия (Амурска област, Приморски край и Сахалин).